# Charles Edward Munroe
Charles Edward Munroe (* 24. Mai 1849 in Cambridge, Massachusetts; † 7. Dezember 1938 in Forest Glen, Maryland) war ein US-amerikanischer Chemiker und Entdecker des nach ihm benannten Munroe-Effekts.

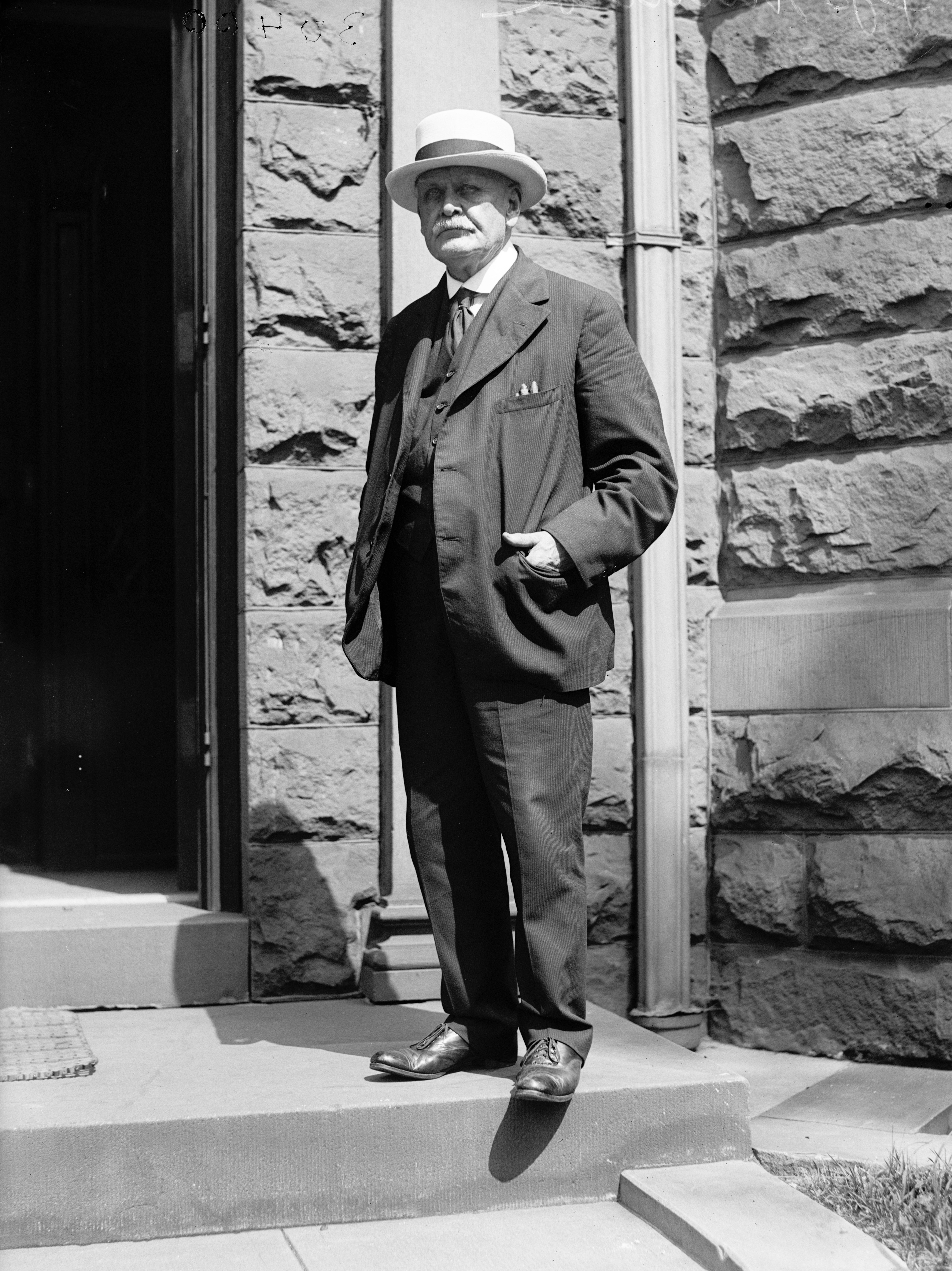
Charles E. Munroe (1919)

## Leben
Munroe studierte an der Lawrence Scientific School der Harvard University und machte seinen Hochschulabschluss 1871. Als Assistant Professor für Chemie blieb er bis 1874 am College, bis er nach Annapolis zog, um dort Professor für Chemie an der United States Naval Academy zu werden. Im Jahre 1886 schloss er sich der Naval Torpedo Station am War College in Newport in Rhode Island an, wo er den Munroe-Effekt entdeckte. Dieser ist die Basis für eine Hohlladung. Von 1892 bis 1917 war Monroe Leiter des Departments of Chemistry und Dekan der Corcoran Scientific School an der George Washington University. 1894 erhielt er den Ph. D. und 1912 den LL. D der Universität. 1919 emeritierte er als Dekan und wurde Dean Emeritus der School of Graduate Studies und Professor Emeritus of Chemistry bis zu seinem Tode.
Munroe schrieb mehr als 100 Bücher über Chemie und Sprengstoffe. Im Jahre 1900 wurde er für den Nobelpreis für Chemie vorgeschlagen. Zusätzlich war er Präsident der American Chemical Society 1898 und Berater der United States Geological Survey und des United States Bureau of Mines. Er war der letzte Überlebende der Gründungsmitglieder der American Chemical Society in New York im Jahre 1876. 1891 wurde er in die American Academy of Arts and Sciences gewählt.